# باب کارلتون
رابرت لوئیس کارلتون (انگلیسی: Robert Louis Carleton) با نام مستعار باب کارلتون (انگلیسی: Bob Carleton؛ ۸ نوامبر ۱۸۹۶ – ۱۳ ژوئیه ۱۹۵۶) یک آهنگساز اهل ایالات متحده آمریکا بود. او بیش از ۵۰۰ آهنگ ساخته است، از جمله "Ja-Da" در سال ۱۹۱۸.
او با مری لوئیس کارلتون ازدواج کرد. حاصل این ازدواج دو دختر به نام‌های، جالِتا و جودی، و یک پسر به نام رابرت بود.